# Гнедин, Дмитрий Титович
Дмитрий Титович Гнедин (1818—1885) — земский и общественный деятель, основатель Гнединского ремесленного училища.

## Биография
Дмитрий Гнедин родился в 1818 году в селе Александровке Александровского уезда Екатеринославской губернии. Выходец из запорожских казаков (дед — есаул Сечи Антон Гнида). Окончив гимназию, поступил на военную службу, однако в 1843 году ушёл в отставку и поселился в родовом имении. В 40-е годы Гнедин с женой Ольгой Ивановной создали в своём доме одну из первых в стране школу для детей крестьян.
С 1861 года, в ходе крестьянской реформы, был мировым посредником первого призыва, занимаясь земельными отношениями между помещиками и селянами, в том числе, выделением полевых наделов и угодий, обменом земель. Своей деятельностью настроил против себя многих помещиков, заслужил прозвище «Гарибальди Александровского уезда» и едва не был исключён из дворянского сословия, если бы не вмешательство Н. А. Корфа, выступившего в его защиту на губернском дворянском собрании.
Со времени учреждения в Екатеринославской губернии земства Гнедин пять раз подряд избирался в гласные (всего был гласным 15 лет). Вместе с К. З. Буницким и Н. А. Корфом занимался созданием земской начальной школы.
В 1872 году после отъезда Корфа за границу Гнедин стал председателем училищного совета, возглавив таким образом школьное дело Александровского уезда. В 1874 году Гнедину предложили баллотироваться в предводители дворянства (председательство в училищном совете предполагало такую должность), однако он, будучи противником сословной службы, отказался, оставшись попечителем школ в своём селе. Вместе с женой они открыли книжный склад и снабжали книгами и учебниками жителей глухих деревень.
Со времени введения в уезде судебной реформы Дмитрий Гнедин 11 лет был и участковым мировым судьёй.
В 1874 году он основал ссудосберегательное товарищество, в правлении которого служил до своей смерти.
В 1883 году Гнедин на собственные средства и при содействии Общества улучшения народного труда основал ремесленное училище, идея которого зародилась ещё в 1869 году. В Гнединском ремесленном училище обучалось до 90 человек, представителей всех сословий. Выпускники занимались кустарным производством сельскохозяйственных орудий для среднего и мелкого хозяйства.
Дмитрий Гнедин скончался в своём имении в 1885 году. После его смерти в «Русском богатстве» 1893 года были опубликованы его воспоминания, написанные в 1879 году.